# Principauté de Phalsbourg et Lixheim
1629–1702
Entités précédentes :
- Duché de Lorraine
- Palatinat du Rhin

Entités suivantes :
- Royaume de France
- Bailliage d'Allemagne

Carte du Saint-Empire romain germanique (1618)

La principauté de Phalsbourg et Lixheim était une éphémère principauté immédiate du Saint-Empire romain germanique, créée en 1629 et dissoute en 1702.
Elle était constituée des seigneuries de Phalsbourg-Einartzhausen, Lixheim et Montbronn ainsi que des châtellenies d'Hérange, Lutzelbourg et Vilsberg.
La principauté de Phalsbourg est brièvement cédée au royaume de France par le traité de Vincennes (1661).
Le décès de la princesse Henriette qui survient à la même période a pour conséquence le retour de la principauté phalsbourgeoise au domaine ducal, alors que la partie lixheimoise conserve le titre de principauté jusqu'en 1702. À cette date, la principauté de Lixheim est à son tour réintégrée au duché, qui la gouverne durant un certain temps comme une province étrangère.

## Géographie
La configuration géographique de la principauté lui donnait la forme d'un Y. Elle était centrée autour de la région de Phalsbourg et Lixheim, soit la partie nord de ce qui formait autrefois l'arrondissement de Sarrebourg. Elle contenait aussi trois enclaves : Hellering-lès-Fénétrange au nord-ouest, les trois Hambach du comté de Morhange (Gross-Hambach, Klein-Hambach et Roth), situés près de Sarreguemines, ainsi que la seigneurie de Montbronn au comté de Bitche.

## Histoire
Le duc Henri II voulait marier Nicole, sa fille aînée et héritière, à son favori Louis de Guise, baron d'Ancerville qui était un homme de mérite. Cependant  le baron était issu de la liaison du cardinal de Lorraine (exécuté sommairement sur ordre du roi Henri III de France en 1688) avec la Dame de Grimaucourt. La famille ducale et la noblesse Lorraine n'auraient jamais accepté de céder le pas et de s'incliner devant un homme à la naissance illégitime. Le duc Henri II, renonça à son projet. Il fut décidé que l'héritière du trône épouserait le prince Charles de Vaudémont, son cousin germain mais que la sœur de Charles, Henriette de Lorraine, épouserait Louis de Guise. 
Le prince Charles de Vaudémont, issu de la branche cadette de Vaudémont, devint seul duc de Lorraine et de Bar en 1625 à l'âge de 21 ans sous le nom de Charles IV de Lorraine. Il voulait donner le rang de princesses à ses sœurs. 

### La bataille de la Montagne-Blanche
En 1620, Frédéric V, roi de Bohême et comte palatin du Rhin, avait été défait à la bataille de la Montagne-Blanche. Mis au ban de l'Empire, ses revers de fortune l'avaient contraint de vendre ses possessions lorraines à savoir Lixheim, Graufthal, Hérange et Montbronn, au duc Henri II ; l'acte de vente porte les dates du 10 octobre et du 18 novembre 1623.
À l'occasion du mariage, en 1621, d'Henriette de Lorraine avec Louis de Guise, le duc Henri céda à ce dernier les seigneuries qu'il venait d'acquérir, alors que Louis s'était déjà vu attribuer par le même, la seigneurie de Phalsbourg-Einartzhausen le 18 avril 1621. En raison des services que lui avait rendus le valeureux Louis, connu désormais sous le nom de Louis de Phalsbourg, l'empereur Ferdinand II, par bulle d'or du 12 février 1629, élève ses possessions en principauté immédiate d'Empire, la principauté de Phalsbourg,. Cette haute faveur est réitérée et confirmée par l'empereur Ferdinand III, à Linz, le 25 novembre 1645.

### Henriette de Lorraine
Henriette de Lorraine, de 1629 à 1660, et ses maris successifs, Louis de Guise, baron d'Ancerville, de 1629 à 1631, Carlo Guasco, marquis de Sallerio, vers 1645 et enfin François Grimaldi du couvent des Tiercelins, de 1653 à 1661, portèrent les titres de prince et princesse de Phalsbourg. Jacques Callot grava même un grand portrait équestre de Louis de Guise, sous le titre Le Prince de Phalsbourg. Leur résidence était cependant le château de Sampigny (Meuse) et deux hôtels particuliers à Neufchâteau (Vosges) et à Saint-Avold (Moselle).
Dans les années 1630, la Guerre de Trente Ans fait des ravages dans toute la région, et plusieurs villages de la principauté sont complètement détruits, notamment Guntzviller et Saint-Louis qui ne seront reconstruits qu'en 1700.
Henriette de Lorraine meurt en 1660 et n’ayant pas d'héritier direct, ses terres firent retour au domaine ducal par un arrêt de la chambre des comptes de Lorraine daté de 1661, hormis la principauté de Lixheim et le château de Sampigny dont François Grimaldi conserva la jouissance sa vie durant. Le prince fut enterré à l'église de Sampigny après sa mort en 1693.
À la suite du décès sans postérité d’Alexandre Grimaldi, neveu et héritier de François, l’éphémère principauté est réintégrée au duché de Lorraine en 1702.

## Composition

### Principauté de Phalsbourg (1629-1661)
La principauté de Phalsbourg était constituée de la seigneurie de Phalsbourg-Einartzhausen ainsi que des châtellenies de Lutzelbourg et Vilsberg.
| Nom d'époque  | Nom actuel             | Notes                              | Population (2014) | Canton actuel |
| ------------- | ---------------------- | ---------------------------------- | ----------------- | ------------- |
| Dhanne        | Danne-et-Quatre-Vents  |                                    | 646               | Phalsbourg    |
| Guntzweiller  | Guntzviller            | village détruit après 1636         | 393               | Phalsbourg    |
| Haselburg     | Haselbourg             |                                    | 317               | Phalsbourg    |
| Heltenhaussen | Hultehouse             |                                    | 354               | Phalsbourg    |
| Henry-Dorff   | Henridorff             |                                    | 678               | Phalsbourg    |
| Kurtzrode     | Saint-Jean-Kourtzerode |                                    | 723               | Phalsbourg    |
| Lutzelburg    | Lutzelbourg            | châtellenie                        | 611               | Phalsbourg    |
| Mittelbron    | Mittelbronn            |                                    | 674               | Phalsbourg    |
| Pfalzburg     | Phalsbourg             | capitale et siège de sa seigneurie | 4 745             | Phalsbourg    |
| Vilsperg      | Vilsberg               | châtellenie                        | 368               | Phalsbourg    |

### Principauté de Lixheim (1629-1702)
La principauté de Lixheim est de tout temps constituée des seigneuries de Lixheim et Montbronn.
| Nom d'époque  | Nom actuel               | Notes                                                         | Population (2014) | Canton actuel |
| ------------- | ------------------------ | ------------------------------------------------------------- | ----------------- | ------------- |
| Archeweiler   | Arzviller                | châtellenie d'Hérange détruit pendant la guerre de Trente Ans | 548               | Phalsbourg    |
| Brauweiler    | Brouviller               | châtellenie d'Hérange                                         | 426               | Phalsbourg    |
| Dennelburg    | Dannelbourg              | châtellenie d'Hérange                                         | 494               | Phalsbourg    |
| Fleisheim     | Fleisheim                |                                                               | 153               | Sarrebourg    |
| Heilgering    | Hellering-lès-Fénétrange |                                                               | 202               | Sarrebourg    |
| Hambach       | Hambach                  | avec Roth                                                     | 2 786             | Sarreguemines |
| Heringen      | Hérange                  | siège d'une châtellenie                                       | 102               | Phalsbourg    |
| Lixheim       | Lixheim                  | capitale et siège de sa seigneurie                            | 620               | Phalsbourg    |
| Mombrun       | Montbronn                | seigneurie                                                    | 1 648             | Bitche        |
| Sainct Louis  | Saint-Louis              | village créé par le prince Louis en 1629 détruit après 1634   | 665               | Phalsbourg    |
| Saincte Marie | Bickenholtz              | village créé par le prince Louis en 1630                      | 77                | Sarrebourg    |
| Vieux Lixheim | Vieux-Lixheim            | détruit pendant la guerre de Trente Ans                       | 260               | Sarrebourg    |
| Weckersweiler | Veckersviller            | châtellenie d'Hérange                                         | 252               | Sarrebourg    |

Le prince de Lixheim disposait en outre de certains droits dans les localités suivantes : Bust, Butten, Eschbourg, Graufthal, Garrebourg, Hangviller, Metting, Morhange, Rech, Sarralbe, Schalbach, Schœnbourg et Weyer.